# Dealu Mare (gmina Galicea)
Dealu Mare – wieś w Rumunii, w okręgu Vâlcea, w gminie Galicea. W 2011 roku liczyła 50 mieszkańców.